# Pleurophascum
Pleurophascum är ett släkte av bladmossor. Pleurophascum ingår i familjen Pleurophascaceae.
Pleurophascum är enda släktet i familjen Pleurophascaceae.
Kladogram enligt Catalogue of Life:
| Pleurophascum | \| \| Pleurophascum grandiglobum \| \| \| \| \| \| Pleurophascum occidentale \| \| \| \| |
|               | \| \| Pleurophascum grandiglobum \| \| \| \| \| \| Pleurophascum occidentale \| \| \| \| |
|               | Pleurophascum grandiglobum                                                               |
|               |                                                                                          |
|               | Pleurophascum occidentale                                                                |
|               |                                                                                          |